# Maxime Partouche
Maxime Partouche (5 de junio de 1990 en Vélizy-Villacoublay, París) es un futbolista francés que actualmente juega para el lado de la Ligue 1 Paris Saint-Germain.

## Fútbol profesional
Maxime comenzó su carrera con su club local de fútbol en Vélizy París. En julio de 2002, se trasladó al club más grande del fútbol de París, París Saint-Germain FC. Después de pasar seis años en la cantera del club, fue promovido al equipo mayor marzo de 2008 haciendo su debut, el 18 de ese mes, en un partido de Copa de Francia ante el SC Bastia. Los críticos del partido acreditado su desempeño como sorprendente y que recibió una ovación de pie cada vez que aparecía en tocar el balón por los seguidores del PSG. También se coreó su nombre en ciertas ocasiones.
Su actuación contra el Bastia le ganó apariciones regulares en el banquillo del PSG para partidos de la Ligue 1, a pesar de que regularmente jugó en el equipo PSG CFA durante las temporadas 2007-08 y 2008-09. Por último, hizo su debut en la Ligue 1 en 7 de febrero de 2009 en la victoria 4-1 sobre el FC Nantes de entrar como sustituto de finales del partido.
Carrera Internacional
Partouche es un joven internacional francés que juega para la selección sub-16, U-17, y el U-18 de Francia plantilla. Participó en el 2009 Campeonato de Europa UEFA sub-19 Campeonato de Fútbol con el equipo sub-19. Jugó en los cuatro partidos de la escuadra incluyendo las semifinales, donde sufrieron la eliminación de perder 1-3 en tiempo extra a Inglaterra.

## Selección nacional
Ha sido internacional con la Selección de fútbol de Francia Sub-20.

## Clubes
| Club                | País    | Año       |
| ------------------- | ------- | --------- |
| Paris Saint-Germain | Francia | 2008-2010 |
| Panionios GSS       | Grecia  | 2010-2011 |
| US Créteil          | Francia | 2011-     |